# إبرهارد غينر
إيبرهارد غينر (من مواليد 21 يوليو 1951) سياسي ألماني ولاعب جمباز سابق في ألمانيا الغربية. شارك في الألعاب الأولمبية الصيفية 1972 و 1976 ، وفاز بالميدالية البرونزية في الأخيرة.